# (24603) Мекистей
(24603) Мекистей (др.-греч. Μηκιστεύς) — типичный троянский астероид Юпитера, движущийся в точке Лагранжа L4, в 60° впереди планеты. Астероид был открыт 24 сентября 1973 года голландскими астрономами К. Й. ван Хаутеном, И. ван Хаутен-Груневельд и Томом Герельсом в Паломарской обсерватории и назван в честь Мекистея, одного из персонажей древнегреческой мифологии.

Орбита астероида Мекистей и его положение в Солнечной системе